# Revilla de Santullán
Revilla de Santullán ist ein spanischer Ort in der Provinz Palencia der Autonomen Gemeinschaft Kastilien und León. Der Ort gehört zu Barruelo de Santullán, er befindet sich zwei Kilometer südlich vom Hauptort der Gemeinde. Revilla de Santullán ist über die Straße PP-2123 zu erreichen.

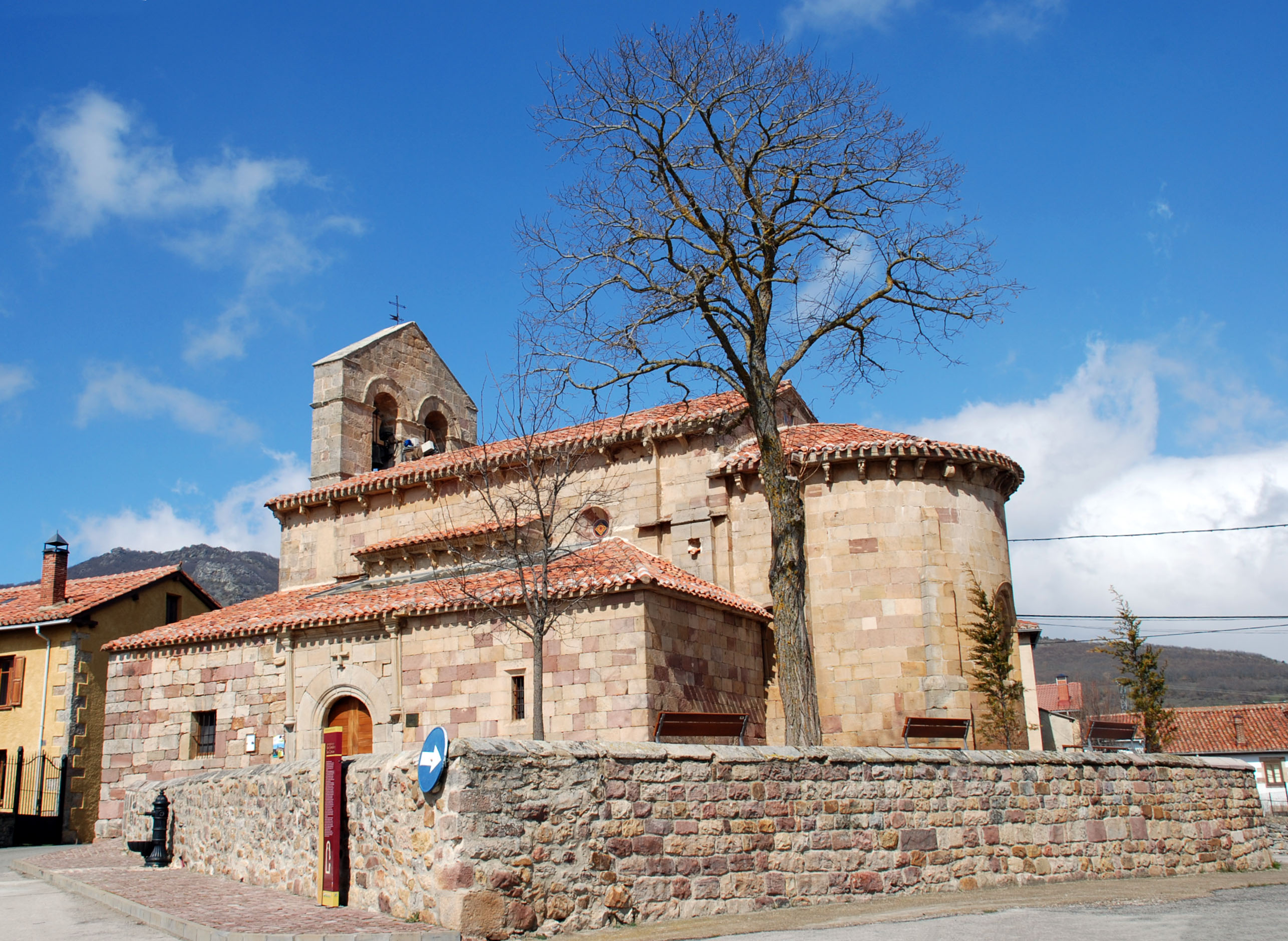
Kirche San Cornelio und San Cipriano

## Sehenswürdigkeiten
- Romanische Kirche San Cornelio und San Cipriano. 1993 wurde die Kirche zum Baudenkmal (Bien de Interés Cultural) erklärt.